# Star Movies
Star Movies é uma rede asiática de canais de televisão por assinatura pertencente à The Walt Disney Company através de suas subsidiárias Disney Networks Group Asia Pacific, Fox Networks Group Middle East e Disney Star.
Star Movies foi originalmente lançado como um único canal transmitido em toda a Ásia, mas foi regionalizado em diferentes canais regionais ao longo do tempo. A partir de 2017, o Fox Networks Group Asia Pacific renomeou alguns dos canais em Hong Kong, Taiwan (sinal em SD) e Sudeste Asiático como Fox Movies, mas manteve a marca Star Movies na China Continental, Taiwan (sinal em HD), Oriente Médio e Sul da Ásia (exceto Maldivas).
A Disney Star continua a operar a versão indiana como um canal especializado em filmes ocidentais. O Star Movies HD e o Star Movies Gold em Taiwan são operados pelo Disney Networks Group Taiwan. O Star Movies no Oriente Médio é operado pelo Fox Networks Group Middle East.

## História
A Star TV desejava remover a BBC World Service Television de seus canais para o nordeste da Ásia em meados de abril de 1994, planejando substituí-la por um canal de filmes. A Star Movies se concentraria em filmes ocidentais e chineses com uma proporção de 40% e 60%, respectivamente.
Um sinal localizado destinado às Filipinas foi lançado em 1º de janeiro de 2010. Quatro meses depois, foi lançado um canal de alta definição, Star Movies HD. Um canal de vídeo sob demanda também foi lançado em 16 de setembro do mesmo ano.
Em 1 de janeiro de 2012, Star Movies foi renomeado como Fox Movies Premium em Hong Kong, Cingapura, Malásia, Tailândia e Indonésia, sendo mantido nas Filipinas e em Taiwan. Após o rebranding de Star Movies para Fox Movies Premium, Nepal, Bangladesh e Sri Lanka passaram a receber a versão indiana do Star Movies.
Em 10 de junho de 2017, a versão filipina do canal foi renomeada como Fox Movies.
Em 1 de novembro de 2017, o sinal vietnamita do Star Movies foi renomeado como Fox Movies.
Em 18 de janeiro de 2018, o Star Movies Taiwan foi renomeado como Fox Movies Taiwan, mas o Star Movies HD seguiu disponível no país.
Em 1º de janeiro de 2022, a Fox Movies Taiwan foi renomeada para Star Movies Gold.